# Chevêche de Guadalcanal
Athene granti
Espèce
Statut de conservation UICN

 NT  : Quasi menacé
Statut CITES
La Chevêche de Guadalcanal (Athene granti) est une espèce d'oiseaux de la famille des Strigidae.

## Répartition
Cette espèce est endémique de l'île de Guadalcanal (Îles Salomon).

## Systématique
Le nom valide complet (avec auteur) de ce taxon est Athene granti  (Sharpe, 1888).
La Chevêche de Guadalcanal a été initialement décrite sous le protonyme Ninox granti par Richard Bowdler Sharpe en 1888. Elle a ensuite été considérée comme une sous-espèce de la Chevêche de Jacquinot (Athene jacquinoti).
Le 10 juillet 2021, lors de la mise à jour 11.2 de sa classification de référence, l'Union internationale des ornithologues a décidé d'en faire une espèce à part entière.